# لويس بوينو
لويس بوينو هو منافس ألعاب قوى كوبي، ولد في 22 مايو 1969.

## وصلات خارجية
- لويس بوينو على موقع الاتحاد الدولي لألعاب القوى (الإنجليزية)